# Тухольские Ворота
Тухольские Ворота — перевал в Украинских Карпатах через Сколевскую котловину в Сколевских Бескидах. Расположен в 1,2 км на север от городка Сколе. Высота — 441 м над ур. моря. Открыт круглый год. Через перевал проходит международная автодорога М-06, железная дорога «Киев — Чоп».